# Dolichoderus rufescens
Dolichoderus rufescens är en myrart som beskrevs av Mann 1912. Dolichoderus rufescens ingår i släktet Dolichoderus och familjen myror. Inga underarter finns listade i Catalogue of Life.